# 单花合柱蔷薇
单花合柱蔷薇（学名：Rosa uniflora）为蔷薇科蔷薇属下的一个种。

## 扩展阅读
- 維基物種上的相關：单花合柱蔷薇